# Neoteuthidae
Famille
Synonymes
- Alluroteuthidae Odhner, 1923

Les neoteuthidés (Neoteuthidae) forment une famille de calmars (céphalopodes décapodes).

## Liste des genres
Selon World Register of Marine Species (16 mai 2016) :
- genre Alluroteuthis Odhner, 1923
  - espèce Alluroteuthis antarcticus Odhner, 1923
- genre Narrowteuthis Young & Vecchione, 2005
  - espèce Narrowteuthis nesisi Young & Vecchione, 2005
- genre Neoteuthis Naef, 1921
  - espèce Neoteuthis thielei Naef, 1921
- genre Nototeuthis Nesis & Nikitina, 1986
  - espèce Nototeuthis dimegacotyle Nesis & Nikitina, 1986